# 弗朗谢·德斯佩雷站
弗朗谢·德斯佩雷站，是法国的一个铁路车站，位于法国城市兰斯。

## 位置
弗朗谢·德斯佩雷站位于兰斯市区的西南部，埃佩尔奈-兰斯铁路一处较为低洼的地方。车站大致呈南北走向，两侧的站台通过扶梯与地面连接。

## 站名
该车站名称来自路易·弗朗谢·德斯佩雷元帅，其也命名了附近的一所学校。

## 车站概况
弗朗谢·德斯佩雷站是一个，位于兰斯市区巴黎大道（Avenue de Paris）的铁路桥下。建于2009年，没有人工售票窗口。经过弗朗谢·德斯佩雷站的所有列车均经过兰斯站。

## 停靠线路
以下列车线路在弗朗谢·德斯佩雷站停靠：
| 弗朗谢·德斯佩雷站列车线路表              |              |                       |        |              |
| 线路                                     | 车种         | 上一站                | 下一站 | 大致运行频率 |
| 香槟-阿登TGV—兰斯/沙勒维尔-梅济耶尔/色当 | 法国大区列车 | 香槟-阿登TGV/兰斯白房 | 兰斯   | 每天3趟左右  |
| 埃佩尔奈—兰斯/沙勒维尔-梅济耶尔/色当     | 法国大区列车 | 兰斯白房              | 兰斯   | 每天9趟左右  |
| 沙托蒂耶里—兰斯                          | 法国大区列车 | 兰斯白房              | 兰斯   | 每周1趟      |
| 南锡—兰斯                                | 法国大区列车 | 兰斯白房              | 兰斯   | 每天1趟      |
| 1.                                       |              |                       |        |              |

## 配套交通

### 大巴车
弗朗谢·德斯佩雷站对应的大巴车上下车地点位于车站上方的公路上。当某条铁路线施工或罢工时，SNCF会提供途径该线路沿途站点的大巴车。

### 市内交通
弗朗谢·德斯佩雷站对应的公交车站名称为"Franchet d'Esperey"，停靠该站的公交线路包括兰斯有轨电车A线和B线，以及公交7路和11路。

## 临近车站
| 弗朗谢·德斯佩雷站（Gare de Franchet d'Esperey）                                    |                    |          |
| 上行车站                                                                           | 线路               | 下行车站 |
| 三井站←（正线）↖ 香槟-阿登TGV站←（联络线）↙兰斯白房站⇐                             | 埃佩尔奈－兰斯铁路 | 兰斯站   |
| - 注："⇐"或"⇒"为共线路段；灰色字体为非本线车站或路段。本表仅显示运营中的线路及车站 |                    |          |